# Calvilla Roja
Calvilla Roja es el nombre de una variedad cultivar de manzano (Malus domestica). Esta manzana está cultivada en la colección de germoplasma de manzanas del CSIC. Así mismo está cultivada en diversos viveros entre ellos algunos dedicados a conservación de árboles frutales en peligro de desaparición. Esta manzana es originaria de provincia de Álava, donde tuvo su mejor época de cultivo comercial antes de la década de 1960, y actualmente en menor medida aún se encuentra.

## Sinónimos
- "Calvilla 1716",
- "Manzana Calvilla Roja",[5][7][8]
- "Calvilla Roja Sagarra".[3]

## Historia
'Calvilla Roja' está considerada incluida en las variedades locales autóctonas muy antiguas, cuyo cultivo se centraba en comarcas muy definidas. Se caracterizaban por su buena adaptación a sus ecosistemas y podrían tener interés genético en virtud de su adaptación. Se encontraban diseminadas por todas las regiones fruteras españolas, aunque eran especialmente frecuentes en la España húmeda. Estas se podían clasificar en dos subgrupos: de mesa y de sidra (aunque algunas tenían aptitud mixta).
'Calvilla Roja' es una variedad mixta, clasificada como de mesa, también se utiliza en la elaboración de sidra; difundido su cultivo en el pasado por los viveros comerciales y cuyo cultivo en la actualidad se ha reducido a huertos familiares y jardines privados.

## Características
El manzano de la variedad 'Calvilla Roja' tiene un vigor medio; florece a inicios de mayo; tubo del cáliz triangular alargado o en embudo con tubo estrecho y corto, y con los estambres insertos en la mitad.
La variedad de manzana 'Calvilla Roja' tiene un fruto de tamaño pequeño; forma esfero-cónica, casi siempre aplastada por los polos, contorno irregular, más o menos acusado; piel suavemente grasa al tacto; con color de fondo amarillo verdoso, sobre color rojo, intensidad de sobre color alto, reparto del sobre color en chapa, presenta chapa rojo vivo en zona de insolación, acusa punteado pequeño, blanco o ruginoso con aureola blanca o roja, en algunos frutos se entremezclan con una especie de enmarañado ruginoso, y una sensibilidad al "russeting" (pardeamiento áspero superficial que presentan algunas variedades) débil; pedúnculo hendido o bien rozando los bordes, leñoso y con suave lanosidad, anchura de la cavidad peduncular amplia, profundidad de la cavidad pedúncular profunda, fondo ruginoso que sobresale por encima de los bordes, éstos irregulares sin ondulaciones marcadas, y con importancia del "russeting" en cavidad peduncular fuerte; anchura de la cavidad calicina amplia, profundidad de la cav. calicina poco profunda, bordes de suave a marcadamente mamelonado, y con importancia del "russeting" en cavidad calicina débil; ojo pequeño; sépalos partidos.
Carne de color blanca con fibras amarillo-verdosas, en conjunto es de un tono crema; textura crujiente, fundente; sabor agridulce, dejando más marcado el primero; corazón pequeño y medio; eje cerrado o levemente marcado por suave capa cartilaginosa; celdas esférico-arriñonadas, cartilaginosas; semillas de tamaño variado y de irregular formación.
La manzana 'Calvilla Roja' tiene una época de maduración y recolección muy tardía en el invierno, se recolecta en diciembre-enero. Tiene uso mixto pues se usa como manzana de mesa fresca, y también como manzana para elaboración de sidra.